# 日向新富站
日向新富站（日语：／ Hyūga-Shintomi eki */?）是位於宮崎縣兒湯郡新富町，屬九州旅客鐵道（JR九州）的日豐本線車站，只停靠普通列車。現時為由新富町役場負責管理的簡易委託站。每天下午有三班由南宮崎站及宮崎空港站開出的區間普通列車會以本站為起訖站。
本站也是日職J3球隊宮崎棒牛鳥的主場新富聯合利華運動場最近車站，由車站步行只需15分鐘內便到達，玄關口及票務窗口也貼上了宮崎棒牛鳥的應援掛旗及貼紙，而當比賽日亦會有臨時列車由南宮崎開往本站的區間車。

## 車站構造
木建單層站房一座，屋頂左右兩側採用圓拱形的設計，而站房內部則以當地出產的日本扁柏作舖設。左側為站務設施，右側為候車大堂，為向乘客提供舒適的候車環境，所以把候車大堂內的座椅全數更換，亦加設了不同種類的桌子，以營造咖啡店的風格。
玄關外的一角放置多部自動售賣機，而站房外左側設有5座有蓋單車停車場，右側為男、女及殘疾人士專用的圓柱形洗手間一座，最外側建有單層水泥建的信號管理場。

### 月台
設有1面2線的島式月台，站房與月台之間設有跨線橋連接。
| 月台 | 路線      | 上下行 | 方向                                     | 備註                                                 |
| ---- | --------- | ------ | ---------------------------------------- | ---------------------------------------------------- |
| 1    | ■日豐本線 | 上行   | 高鍋、延岡方向                           | 上行主發月台，少部份改於使用2號月台                  |
| 2    | ■日豐本線 | 下行   | 南宮崎、宮崎機場、田野、都城、西都城方向 | 特急列車通過線道 下行主發月台，少部份改於使用1號月台 |

## 歷史
- 1920年9月11日：鐵道省宮崎本線廣瀨～高鍋開通，設中途站，稱為「三納代站」（日语：／）[4]。
- 1961年3月20日：車站改名為「日向新富站」（日语：／）[1]。（當時當於深名線新富站 (北海道)已經啟用，因此冠上舊國名日向）
- 1984年11月1日：簡易委託化。
- 1987年4月1日：國鐵分割民營化，車站由九州旅客鐵道（JR九州）營運。
- 1991年：車站大樓重建[3][1]。
- 1996年6月1日：隨宮崎綜合鐵道事業部（日语：宮崎総合鉄道事業部）成立，車站從大分分社（日语：九州旅客鉄道大分支社）改為鹿兒島分社（日语：九州旅客鉄道鹿児島支社）管理。
- 2022年：

- 3月12日：隨時間表改正，增設下午起訖的普通列車班次。
- 4月1日：隨宮崎綜合鐵道事業部改組，並且昇格為宮崎支社，車站管理權由宮崎支社承繼。
- 9月23日：隨高鍋～宮崎所有列車改以電聯車行駛，下午三班原以佐土原站為起訖站的區間列車改以本站為起訖站。

## 使用狀況
以下為近年1日平均乘車人次。2016年起，因JR九州只公佈使用人數首300個車站的人數，本站因未達至首300位而獲得公佈實質人數的車站，然而自2016年度起，車站一直都保持於每日乘車人數超過100人的上名要求。2020年度更首次擠入首300位，排第295位，但2021年度起則再次落榜。
| 年度   | 1日平均 乘車人次 |
| ------ | ---------------- |
| 1996年 | 318              |
| 1997年 | 300              |
| 1998年 | 296              |
| 1999年 | 300              |
| 2000年 | 314              |
| 2001年 | 296              |
| 2002年 | 289              |
| 2003年 | 286              |
| 2004年 | 306              |
| 2005年 | 300              |
| 2006年 | 296              |
| 2007年 | 303              |
| 2008年 | 294              |
| 2009年 | 280              |
| 2010年 | 272              |
| 2011年 | 252              |
| 2012年 | 288              |
| 2013年 | 295              |
| 2014年 | 288              |
| 2015年 | 287              |
| 2016年 | 未有公佈         |
| 2017年 | 未有公佈         |
| 2018年 | 未有公佈         |
| 2019年 | 未有公佈         |
| 2020年 | 256              |
| 2021年 | >100（<246）     |
| 2022年 | >100（<267）     |
| 2023年 | >100（<282）     |

## 相鄰車站
九州旅客鐵道
■日豐本線
高鍋－日向新富－佐土原

## 外部連結
- JR九州日向新富站 （页面存档备份，存于）